# منتزعة الكبريت الباكيسية
منتزعة الكبريت الباكيسية (الاسم العلمي: Desulfovibrio paquesii) هي نوع من البكتيريا، سلبية الغرام، تتبع جنس منتزعة الكبريت.